# 渡辺篤 (俳優)
渡辺 篤（わたなべ あつし、1898年4月9日 - 1977年2月27日）は、日本の俳優である。本名：渡辺 総一（わだなべ そういち）。浅草オペラを経て映画界に入り、三枚目として数多くの映画に出演した。松竹蒲田撮影所では短編喜劇映画の主演として起用され、蒲田喜劇俳優の一任者となった。戦中は古川ロッパと行動を共にし、戦後は黒澤明監督作品に常連出演した。娘は新東宝の女優であった巽英子。

## 来歴・人物
1898年（明治31年）4月9日、東京市浅草区西鳥越町（現在の東京都台東区浅草橋三丁目）に金物商の息子として生れる。幼少時に父が急死し、母と群馬県邑楽郡館林町（現在の館林市）に移る。小学校卒業後は浅草の小間物問屋に丁稚奉公に出され、17歳の時に館林で小さな店を開くが、1919年（大正8年）に倒産したため再度上京。浅草にある「百助」という役者専門の化粧品店に勤め、役者の下へ注文の品を届けたりするうちに役者を志す。
同年に化粧品店を辞め、紙函を作る工場の職工となってまもなく、東花枝一座の俳優募集の広告を見て入団する。渡辺一を芸名とし、赤坂ローヤル館で上演した『マイスタージンガー』の老け役で初舞台を踏む。やがて座長の東が曾我廼家五九郎一座に入ると書生として同行したが、すぐにやめて浅草オペラの石井漠の門下となる。コーラスボーイを務め、堀田金星から渡辺篤の芸名を貰う。石井が浅草オペラを去った後は、千賀海寿一について巡業へ出たのを経て、高田稔のオリエンタルオペラ協会に加わった。
1921年（大正10年）9月、牧野教育映画製作所に入社し、牧野省三脚本・沼田紅緑監督の『兄弟仲は』に江川宇礼雄と主演して映画デビューする。幾つかの短編喜劇映画で内田吐夢、栗井饒太郎らと共演したほか、牧野監督の大作『実録忠臣蔵』には道中の雲助の役で出演した。
1923年（大正12年）、松竹蒲田撮影所に入社し、野村芳亭監督『噫無情』、島津保次郎監督『貫一と満枝』などに仕出しで出演する。しかし同年9月にクビとなって東亜キネマに入社し、1924年（大正13年）9月には松竹下加茂撮影所に移籍する。当時の下加茂は新任の野村所長以下、清水宏、大久保忠素、柳さく子らが撮影所のてこ入れのために移ってきた時期だったため、手薄になった俳優陣の中で渡辺も準主役級として起用された。
1925年（大正14年）7月、下加茂撮影所の閉鎖で蒲田撮影所に移り、現代劇に回る。大久保監督の『麻雀』、島津監督の『妖星地に墜つれば』、野村監督の『カラボタン』などに脇役出演したが、同年12月公開の『愛妻の秘密』に筑波雪子と主演して以来は、しばしば主演も務め、五所平之助監督の『からくり娘』などで主役を演じた。大久保監督『月は無情』以降は城戸四郎所長が推進する短編喜劇映画の主演として起用され、三枚目役を演じるようになる。短編喜劇の名手斎藤寅次郎監督と組み、『活動狂』『モダン籠の鳥』『石川五右衛門の法事』などに主演、斎藤が連発する秀抜なギャグに自らも次々とアイデアを出した。1931年（昭和6年）には五所平之助監督による日本初の本格トーキー映画『マダムと女房』で田中絹代と主演した。
1927年（昭和2年）7月7日、八雲恵美子、吉川満子、岡村文子、田中絹代、坂本武、松井潤子、吉谷久雄、横尾泥海男、石山竜嗣、高松栄子、龍田静枝らとともに準幹部に昇格、翌1928年（昭和3年）1月8日には八雲と共に幹部に昇格した。
1931年9月、鈴木傳明、岡田時彦、高田らとともに松竹を退社し、不二映画社創立に参加。同社製作の『ルンペン俄大盡』では原作・監督・主演を務めた。同社は1933年（昭和8年）3月に解散し、同年4月に古川緑波の笑の王国に参加。旗上げ公演の『われらが忠臣蔵』に早野勘平で出演し、常盤座や金龍館などの舞台に立つ一方、『只野凡児 人生勉強』などの映画に出演する。1935年（昭和10年）7月、笑の王国を脱退して一座を結成した古川の東宝入りに同行し、有楽座や日本劇場の舞台に出演する傍ら、古川主演の『ロッパのおとうちゃん』『ロッパの大久保彦左衛門』などに脇役出演した。
戦後はフリーになり、主に榎本健一や古川緑波らが主演したアチャラカ喜劇に出演。1950年代からは東映時代劇で活躍し、月形龍之介主演の『水戸黄門漫遊記』シリーズや、市川右太衛門主演の『旗本退屈男』シリーズなどに常連出演した。そのほか嵐寛寿郎主演の『右門捕物帖』シリーズではおしゃべり伝六を演じた。一方、黒澤明監督にも重用され、『素晴らしき日曜日』から『どですかでん』までの8作に出演した。特に『どん底』での演技は評価が高いようである。
1977年（昭和52年）2月27日、急性肺炎のため東京都大田区北千束にある自宅で死去。78歳没。3月7日に妙真寺で告別式が営まれた。
ビートたけしは好きな俳優の一人に渡辺篤をあげており、息子の名前に篤と付けた。

## 出演作品

### 映画

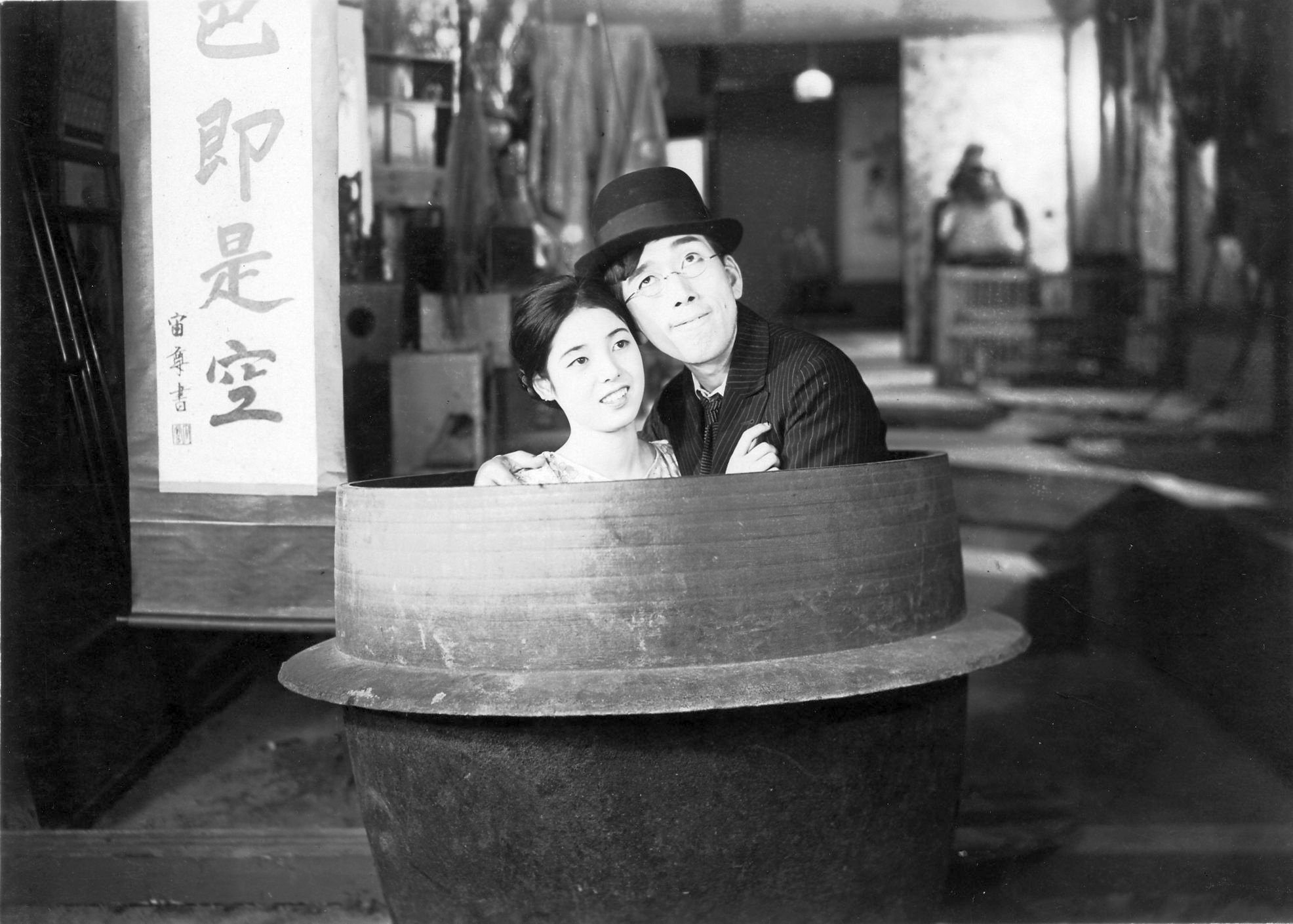
『石川五右衛門の法事』左から香取千代子、 渡辺篤（1930年）

太字の題名はキネマ旬報ベスト・テンにランクインされた作品
★印は黒澤明監督作品
- 噫小西巡査（1922年、牧野教育映画製作所）
- 実録忠臣蔵（1922年、牧野教育映画製作所） - 道中の雲助
- 噫無情（1923年、松竹キネマ） - 群衆
- 義人の刃（1925年、松竹キネマ） - 吉田千助
- 愛妻の秘密（1925年、松竹キネマ）
- 御意見御無用（1925年、松竹キネマ） - 重役
- 大楠公（1926年、松竹キネマ） - 韋駄天八郎
- お坊ちゃん（1926年、松竹キネマ） - 秋本牧三
- カラボタン（1926年、松竹キネマ）
- 受難華（1926年、松竹キネマ）
- 昭和時代（1927年、松竹キネマ） - 安田の乾分
- からくり娘（1927年、松竹キネマ） - 旅廻りの写真師
- 海浜の女王（1927年、松竹キネマ） - 山口三五郎
- 不景気征伐（1927年、松竹キネマ） - 貧乏紳士
- 活動狂（1928年、松竹キネマ）
- 果報は寝て待て（1928年、松竹キネマ）
- 引越し夫婦（1928年、松竹キネマ） - 藤岡英吉
- 陸の王者（1928年、松竹キネマ） - 学生
- 輝く昭和（1928年、松竹キネマ） - 社長
- 新女性鑑（1929年、松竹キネマ）
- 和製喧嘩友達（1929年、松竹キネマ） - 留吉
- 愛して頂戴（1929年、松竹キネマ）
- ちょっと出ました三角野郎（1930年、松竹キネマ） - 放浪者
- 進軍（1930年、松竹キネマ） - 将校
- 麗人（1930年、松竹キネマ） - 紳士
- 石川五右衛門の法事（1930年、松竹キネマ）
- 若者よなぜ泣くか（1930年、松竹キネマ） - 洋服商
- モダン籠の鳥（1931年、松竹キネマ）
- この穴を見よ（1931年、松竹キネマ）
- 愛よ人類と共にあれ（1931年、松竹キネマ） - 秘書吉田
- マダムと女房（1931年、松竹キネマ） - 芝野新作
- 只野凡児 人生勉強（1934年、P.C.L映画製作所）
- ロッパのおとうちゃん（1938年、東宝映画） - 越後屋の忠さん
- ロッパの大久保彦左衛門（1939年、東宝映画） - 川勝丹波守
- ロッパの頬白先生（1939年、東宝映画） - 松岡雄之助
- 娘の願は唯一つ（1939年、東宝映画） - 半二郎
- 東京ブルース（1939年、東宝映画）
- ロッパ歌の都へ行く（1939年、東宝映画）
- 親子鯨（1940年、東宝映画） - 横山勘助
- 昨日消えた男（1941年、東宝映画） - 駕籠屋甚公
- 男の花道（1941年、東宝映画） - 玄磧下僕嘉助
- 音樂大進軍（1943年、東宝映画） - 矢野半介
- 楽しき哉り人生（1944年、東宝） - 時計屋・秀吉
- 突貫驛長（1945年、東宝） - 助役
- おかぐら兄弟（1946年、大映） - 番頭善兵衛
- 轟先生（1947年、大映） -  丸山老人
- ★素晴らしき日曜日（1947年、東宝） - 与太者
- 新馬鹿時代（1947年、東宝） - ヤミ屋金子
- 金色夜叉 前後篇（1948年、東横映画） - 富山商事専務
- のど自慢狂時代（1949年、東横映画） - ホームラン喫茶店喜七
- 花くらべ狸御殿（1949年、大映） - 司法大臣
- 右門捕物帖シリーズ
  - 右門捕物帖 謎の八十八夜（1949年、新光映画）  - ちょん切れの松
  - 右門捕物帖 片眼狼（1951年、綜芸プロ） - ちょん切れの松
  - 右門捕物帖 からくり街道（1953年、綜芸プロ） - おしゃべり伝六
  - 右門捕物帖 恐怖の十三夜（1955年、宝塚映画） - おしゃべり伝六
- エノケン・笠置の極楽夫婦（1949年、新東宝） - 水谷金助
- おどろき一家（1949年、太泉映画） - 医者宇佐見
- 歌うまぼろし御殿（1949年、太泉映画） - 黒兵衛爺さん
- 石中先生行状記（1950年、新東宝） - 中村金一郎
- 銀座の踊子（1950年、宝映プロ） - 事務所受付
- 女の四季（1950年、東宝） - 姉の夫
- 傷だらけの男（1950年、東日興業）
- シミキンの無敵競輪王（1950年、東宝）
- 大岡政談 将軍は夜踊る（1950年、東宝） - へちまの辰
- エノケンの豪傑一代男（1950年、エノケンプロ） - 小寺十内
- アマカラ珍騒動（1950年、新東宝） - 村田
- エノケンの八百八狸大暴れ（1950年、東横映画） - 刑部
- 上州鴉（1951年、大映） - かごや茂十
- 黄門と弥次喜多 からす組異変（1951年、宝プロ） - 月賀出羽守
- 極楽六花撰（1951年、東宝） - 金子市之亟
- 大当りパチンコ娘（1952年、新東宝） - 八百屋の主人
- 阿波狸屋敷（1952年、大映） - ふぐ提灯
- 娘十八びっくり天国（1952年、新東宝） - 音松
- やぐら太鼓（1952年、滝村プロ） - 落語家ぜん馬
- 娘十九はまだ純情よ（1952年、新東宝） - 越後屋由兵衛
- 昔話ホルモン物語（1952年、宝塚映画） - 天谷椀右衛門
- 銭なし平太捕物帳（1952年、東映） - お神楽の長兵衛
- ★生きる（1952年、東宝） - 病院の患者
- 凸凹太閤記（1953年、大映） - 藤井又右衛門
- 鞍馬天狗シリーズ - 黒姫の吉兵衛
  - 鞍馬天狗 疾風雲母坂（1953年、東映）
  - 鞍馬天狗 青銅鬼（1953年、綜芸プロ）
- 坊っちゃん（1953年） - 漢文の先生
- 急襲桶狭間（1953年、東映） - 草履取り又助
- べらんめえ獅子（1953年、東映） - 腰栗の半次
- 旗本退屈男シリーズ（東映）
  - 旗本退屈男 どくろ屋敷（1954年） - 用人可内
  - 旗本退屈男 謎の伏魔殿（1955年） - 可内
  - 旗本退屈男 謎の決闘状（1955年） - 南貞斎
  - 旗本退屈男 謎の幽霊船（1956年） - 風天堂一徹
  - 旗本退屈男 謎の紅蓮塔（1957年） - 一年堂一徹
  - 旗本退屈男 謎の蛇姫屋敷（1957年） - 左官の千太
  - 旗本退屈男 謎の南蛮太鼓（1959年） - 助十
  - 旗本退屈男 謎の幽霊島（1960年） - 可内
  - 旗本退屈男 謎の暗殺隊（1960年） - 三太夫
  - 旗本退屈男 謎の七色御殿（1961年） - 伍平
  - 旗本退屈男 謎の珊瑚屋敷（1962年） - 笹尾喜内
- 続々魚河岸の石松 大阪罷り通る（1954年、東映） - 蛸常
- ジャズ・スタア誕生（1954年、井上プロ） - 三人組ロクさん
- 水戸黄門漫遊記シリーズ（東映）
  - 水戸黄門漫遊記（1954年） - 市川亀蔵
  - 続水戸黄門漫遊記 副将軍初上り（1954年） - 市川亀蔵
  - 水戸黄門漫遊記 火牛坂の悪鬼（1955年） - 市川亀蔵
  - 水戸黄門（1960年） - 藤兵衛
- 疾風愛憎峠（1954年、東映） - 神主
- いれずみ判官シリーズ（東映）
  - 血ざくら判官（1954年） - 大家善兵衛
  - 喧嘩奉行（1955年） - 権次
  - 荒獅子判官（1955年） - 銀次
- ★七人の侍（1954年、東宝） - 饅頭売
- 落語シリーズ 第二話 夏祭り落語長屋（1954年、東宝） - 辰五郎
- 弥次喜多金比羅道中（1954年、日芸プロ） - 東海の辰
- 銭形平次捕物控 幽霊大名（1954年、大映） - 八五郎
- 鶏はふたたび鳴く（1954年、新東宝） - 通称学者
- 血槍富士（1955年、東宝） - 殿様
- サラリーマン目白三平（1955年、東宝） - ウノキ靴店の主人
- 元禄名槍伝 豪快一代男（1955年、松竹） - 横綱の孫三
- あっぱれ腰抜け珍道中（1955年、松竹） - 桑名の権太
- ★生きものの記録（1955年、東宝） - 石田
- 晴姿一番纏（1956年、東映） - 助三
- 名君剣の舞（1956年、東映） - 医師丹庵
- 剣法奥儀 二刀流雪柳（1956年、松竹） - 吉兵衛
- 忠治祭り 剣難街道（1956年、東映） - 甚太
- 江戸三国志 三部作（1956年、東映） - 馬春堂
- やくざ大名（1956年、東映） - チョロ八
- 台風騒動記（1956年、山本プロ） - 山瀬弥三郎
- 相馬の唄祭（1956年、松竹） - 新地の大蔵
- 伴淳・森繁の糞尿譚（1957年、松竹） - 天野久太郎
- 悪魔の顔（1957年、松竹） - コロッケ屋の新さん
- ★どん底（1957年、東宝） - 熊
- 若さま侍捕物帖 鮮血の人魚（1957年、東映） - 舞岳庵
- ボロ家の春秋（1958年、松竹） - 牧山校長
- 千両獅子（1958年、東映） - 代地の勘助
- 二等兵物語シリーズ（松竹）
  - 二等兵物語 死んだら神様の巻（1958年） - 野見山准尉
  - 二等兵物語 あゝ戦友の巻（1958年） - 中隊長堀部大尉
  - 新・二等兵物語 めでたく凱旋の巻（1961年） - 陳少将
- 殿さま弥次喜多シリーズ（東映） - 堀田帯刀
  - 殿さま弥次喜多 怪談道中（1958年）
  - 殿さま弥次喜多 捕物道中（1959年）
  - 殿さま弥次喜多（1960年）
- 柳生旅ごよみ 女難一刀流（1958年、東映） - 助州
- 七人若衆大いに売り出す（1958年、松竹） - 渋井竹庵
- 新吾十番勝負（1959年、東映） - 平太
- おヤエシリーズ（日活）
  - おヤエの身替り女中（1959年） - 紳士
  - おヤエのあんま天国（1959年） - 中年男野口
- 貸間あり（1959年、東京映画） - 宝珍堂
- 天下の伊賀越 暁の血戦（1959年、東映） - 武右衛門
- 江戸の悪太郎（1959年、東映） - 手代木九左衛門
- 若桜千両槍（1960年、東映） - 笹野権太夫
- 天保六花撰 地獄の花道（1960年、東映） - 巴湯の主人
- わが家に二男三女あり（1960年、東映教育） - 伯父栄助
- 恐妻党総裁に栄光あれ（1960年、東宝） - 谷村外交大臣
- あやめ笠 喧嘩街道（1960年、東映） - いたちの弥吉
- 遊侠の剣客 片手無念流（1960年、東映） - 笹屋喜左衛門
- 危うし!快傑黒頭巾（1960年、東映） - 陳老人
- 怪談五十三次（1960年、東映） - 江戸屋善兵衛
- 最後の切札（1960年、松竹） - 履物屋
- 嫁さがし千両勝負 恋しぐれ千両勝負（1960年、東映） - 相模屋徳兵衛
- 地雷火組（1960年、東映） - ばったの頓兵衛
- 柳生武芸帳シリーズ（東映） - 坂和田嘉六
  - 柳生武芸帳（1961年）
  - 柳生武芸帳 夜ざくら秘剣（1961年）
- 旗本喧嘩鷹（1961年、東映） - 但馬屋与兵衛
- ★用心棒（1961年、東宝） - 棺桶屋
- 出世武士道（1961年、東映） - 岡崎六郎左衛門
- 喜劇 にっぽんのお婆あちゃん（1962年、M.I.I.プロ） - インテリじいさん鈴村
- おかしな奴（1963年、東映） - あんま宅悦
- 喜劇 駅前茶釜（1963年、東京映画） - 床屋の親父・宗助
- 馬鹿シリーズ（松竹）
  - 馬鹿まるだし（1964年） - 泥棒
  - いいかげん馬鹿（1964年） - 悪い男
  - 馬鹿が戦車でやって来る（1964年） - 床屋の親爺
- 五瓣の椿（1964年、松竹） - 与助
- ★赤ひげ（1965年、東宝） - 入所患者
- 素敵な今晩わ（1965年、松竹） - 美容院のおじさん
- 喜劇 大親分（1965年、松竹） - 課長
- おはなはん（1966年、松竹） - 大洲町長・北河原
- 九ちゃんのでっかい夢（1967年、松竹） - 劇場支配人
- 愛の讃歌（1967年、松竹） - 千家五平
- みな殺しの霊歌（1968年、松竹） - 管理人
- 日本一の裏切り男（1968年、東宝） - 武蔵野組組長
- スクラップ集団（1968年、松竹）
- ★どですかでん（1970年、東宝） - たんばさん

### テレビドラマ
- お好み日曜座 / ゴーマンな妖精（1959年、NHK）
- 源氏鶏太シリーズ / 鶴亀先生上京す（1961年、TBS）
- シャープ火曜劇場 第39回「ああバラの花は何処に咲く」（1962年、CX） - 大木成吉
- お気に召すまま 第5話「幽霊会社」（1962年、NETテレビ）
- 忍者ハットリくん（1966年、NET）
- 泣いてたまるか 第2話「やじろべえ夫婦」（1966年、TBS）
- 特別機動捜査隊 第313話「佐渡の踊子」（1967年、NET） - 梅川
- 三匹の侍（1968年）
  - 第5シリーズ 第16話「大当り百番富」（1968年） - 居酒屋の親爺
  - 第5シリーズ 第21話「助三郎覚書」（1968年） - そば屋
  - 第6シリーズ 第16話「死にたい女」（1969年） - めし屋の亭主
- 七人の刑事 第319話「おらは死んじまっただ」（1968年、TBS） - 大村定吉
- 柔道一直線 第2話「地獄車の弟子」（1969年、TBS / 東映）
- 五人の野武士 第20話「夕姫をめぐる男たち」（1969年、NTV / 三船プロ）
- 無用ノ介 第19話「明日に生きる無用ノ介」（1969年、NTV / 国際放映） - 栗兵衛
- プレイガール（12CH / 東映）
  - 第49話「魔女の性典」（1970年） - 平山治兵衛
  - 第57話「死んでも裸ははなさない」（1970年） - 会長
  - 第65話「怪談・謎の黒猫病棟」（1970年） - 易者
  - 第74話「愛されすぎて殺されて」（1970年） - 次郎吉
  - 第75話「男殺し裸の牝猫」（1970年） - 小島弁護士
  - 第80話「女をひと皮むいた時」（1970年） - 正田
  - 第93話「死んで肌身が咲くものか」（1971年） - 八木源蔵
  - 第125話「女一匹三千世界に家もなし」（1971年） - 太一郎の執事
  - 第194話「荒野の女七人」（1972年） - 牧場主
  - 第212話「真夜中の愛の狩人」（1973年） - 平八
- パパと呼ばないで 第31話「ママなんかほしくない」（1973年、NTV / ユニオン映画） - 医者

### その他のテレビ番組
- お笑い三人組（1956年 - 1966年、NHK） - レギュラー出演
- ちゃっきり金太（1964年、NTV） - 源兵衛